# Michael Ziegelwagner
Michael Ziegelwagner (* 8. Jänner 1983 in St. Pölten) ist ein österreichischer Schriftsteller und Satiriker.

## Leben
Michael Ziegelwagner maturierte 2001 in St. Pölten und studierte anschließend Journalismus an der FH Wien. Nach seinem Diplom 2008 wirkte er zunächst als Autor für das Satiremagazin Titanic, von 2009 bis 2015 als Redakteur. Seit 2014 ist er dort Leiter des Ressorts Humorkritik. Darüber hinaus veröffentlichte er im Standard, der Wiener Zeitung, der Frankfurter Allgemeinen Zeitung, dem Eulenspiegel und auf der Satireseite Die Tagespresse. Sein Debütroman Der aufblasbare Kaiser wurde für den Deutschen Buchpreis nominiert. Seit 2015 veröffentlicht er in Titanic eine monatliche naturkritische Kolumne unter wechselndem Namen, aktuell "Natur am Wort". In der St. Pöltner Literaturzeitschrift Etcetera publiziert Ziegelwagner seit Mai 2025 mit "Lost Place" einen kolumnistischen Fortsetzungsroman. Ziegelwagner lebt in Wien.

## Auszeichnungen
- 2002 Literaturpreis der Akademie Graz, 2. Preis, Satirewettbewerb
- 2014 Longlist beim Deutschen Buchpreis mit Der aufblasbare Kaiser

## Werke

### Belletristik
- Café Anschluß. Atrium, 2011. ISBN 978-3-85535-826-7.
  - Neuauflage als: Unbekannt in deutschem Land sind Café und Würstelstand. Blanvalet, 2013. ISBN 978-3-442-38000-8.
- Der aufblasbare Kaiser. Rowohlt Berlin, 2014. ISBN 978-3-87134-767-2.
- Sebastian - Ferien im Kanzleramt. Milena, 2018, ISBN 978-3-903184-25-1.
- Als der Teufel gegen den Bischof Krenn beim Schnapsen verlor. St. Pöltner Sagen. Literaturedition Niederösterreich, 2022. ISBN 978-3-902717-66-5.

### Theater
- Siegfried oder Die Generalmobilmachung. Auftragswerk für das Landestheater Niederösterreich, 29. April 2016, Bürgerproduktion 4.0, Regie: Renate Aichinger
- Der aufblasbare Kaiser. Ausschnitt, szenische Bearbeitung für das Sommertheater Schloss Totzenbach, August 2024. Regie: Thomas Koller

### Herausgaben
- mit Leo Fischer und Tim Wolff (Hrsg.): Die Titanic-Bibel: Segen, Sünden, Sauereien – der Weltbestseller erstmals unzensiert! Rowohlt, Berlin 2013, ISBN 978-3-87134-766-5.